# اضطراب الكابوس
اضطراب الكابوس، المعروف أيضا باسم "اضطراب قلق الحلم"، هو اضطراب النوم الذي يتميز بالكوابيس المتكررة، التي غالبا ما تصور الفرد في الوضع الذي يعرض حياتهم للخطر أو السلامة الشخصية، وعادة ما تحدث خلال مراحل من النوم. على الرغم من أن مثل هذه الكوابيس تحدث في كثير من الناس، أولئك الذين يعانون من اضطراب كابوس تجربة لهم مع وتيرة أكبر. رقم الدليل التشخيصي والإحصائي للاضطرابات النفسية للاضطراب هو 307.47. 

## الأعراض
خلال الكابوس، قد يصرخ النائم ويصيح الأشياء. وغالبا ما يستيقظ الضحية من قبل هذه التهديدات، والأحلام المخيفة، ويمكن في كثير من الأحيان تذكر بوضوح تجربتهم. عند الاستيقاظ، النائم هو تنبيه غير عادي وموجهة داخل محيطها، ولكن قد يكون لها زيادة معدل ضربات القلب وأعراض القلق، مثل التعرق. قد يجدون صعوبة في العودة إلى النوم خشية أن يواجهوا كابوسا آخر. 
الشخص الذي يعاني من اضطراب كابوس سيواجه صعوبة في الذهاب من خلال المهام اليومية. فإن القلق والافتقار إلى النوم الناجم عن الأحلام الخفية من شأنه أن يعيق الفرد من إكمال الوظائف اليومية بكفاءة وبشكل صحيح. عند التعرض لذلك، يجب أن يتشاور هؤلاء الضحايا مع طبيب نفسي. 

## الأسباب
يمكن أن تكون الكوابيس بسبب الضغط الشديد أو تهيج إذا لم يتم اكتشاف أي اضطراب عقلي آخر. وفاة أحد أفراد أسرته أو حدث الحياة المجهدة يمكن أن يكون كافيا للتسبب في كابوس ولكن من المعروف أن الظروف النفسية مثل اضطراب ما بعد الصدمة وغيرها من الاضطرابات النفسية تسبب الكوابيس أيضا. 
إذا كان الفرد على الدواء، يمكن أن يعزى الكوابيس إلى بعض الآثار الجانبية للدواء. الأمفيتامينات، مضادات الاكتئاب، والمنشطات مثل الكوكايين والكافيين يمكن أن يسبب الكوابيس. كما كان من المعروف أن أدوية ضغط الدم، ليفودوبا والأدوية لمرض باركنسون تسبب الكوابيس. 

## ديموغرافيا
الأطفال أكثر عرضة لتجربة الكوابيس من المراهقين والبالغين. الأطفال الصغار عادة ما يكون لديهم الكوابيس مرة أو مرتين في الأسبوع، وعادة لن تتطور اضطرابات كابوس إلا إذا كانت تحت الضغط النفسي الشديد. الأطفال الذين يعانون من الكوابيس المستمرة تتراوح من 10٪ إلى 50٪.<nowiki> من الشائع أن يتم تشخيص الطفل باضطراب الكابوس لأن الأطفال عادة ما يعانون من العديد من الكوابيس عندما يكونون صغارا.

## علاج
تقنيات الحد من التوتر مثل اليوغا والتأمل وممارسة الرياضة قد تساعد على القضاء على التوتر وخلق جو النوم أكثر سلاما. 

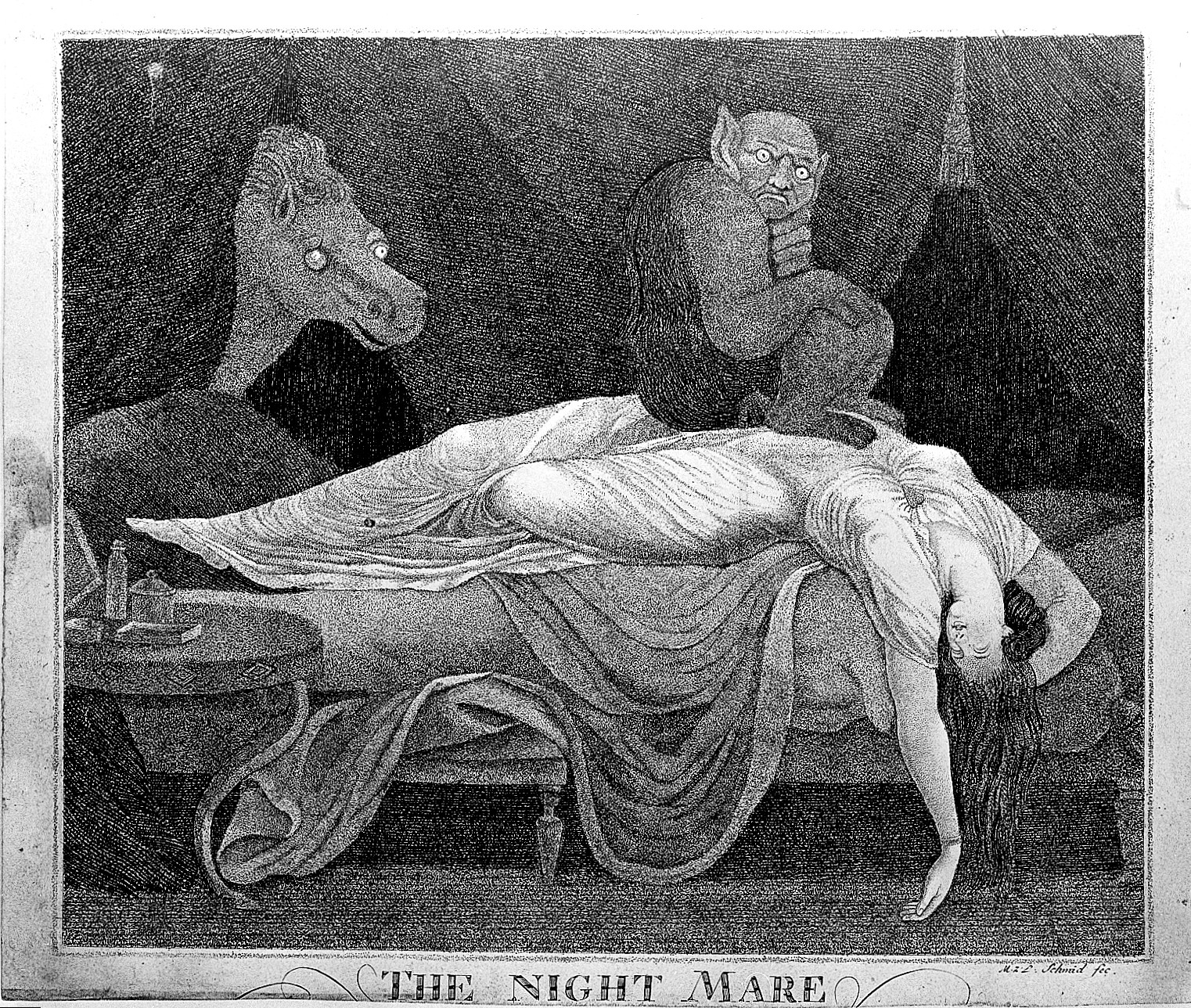
كابوس، من قبل يوهان هاينريش فوسلي

لا يمكن إعطاء التشخيص والدواء إلا للمرضى الذين يبلغون عن الكوابيس المتكررة إلى طبيب نفسي أو طبيب آخر. وتستخدم الأدوية مثل برازوسين أحيانا لعلاج الكوابيس في الأشخاص الذين يعانون من اضطراب ما بعد الصدمة. العلاج عادة ما يساعد على التعامل مع الموضوعات المخيفة من الكوابيس وتخفيف تكرار الأحلام. الكوابيس المستمرة سوف تتحسن عادة مع تقدم المريض. العلاجات عموما ناجحة جدا. 
قد أجريت بحوث للتحقيق فيما إذا كان من الممكن أن يستفيد مرضى الكوابيس من القدرة على أن يكونوا على بينة من أنهم يحلمون بالفعل، وهي عملية تعرف بالحلم الواضح، ولكن حتى الآن دليل على هذا العلاج ضعيف. 

## أبحاث حديثة حول اضطراب الكابوس
عادة ما يقترن الاضطرابات الانفصامية مع اضطراب كابوس 57٪ من الوقت. ويعتقد أن الاضطراب كابوس ترتبط مع اضطرابات الانفصالية كآلية الدفاع التي تستخدم للهروب من الحدث الصادم الذي تسبب في اضطراب ديسوسياتيف. الأشخاص الذين يعانون من اضطراب الانفصام واضطراب كابوس هم أكثر عرضة للتشويه الذاتي، محاولة الانتحار، ويكون اضطراب الشخصية الحدية. 
- التنويم المغناطيسي يبدو أن العلاج الجديد والفعال لأولئك الذين يعانون من اضطراب كابوس، لأنه يزيد من الاسترخاء.[11]

ويرتبط اضطراب كابوس أيضا مع أولئك الذين لديهم انخفاض الكولسترول. هذا الاتصال غير واضح. ومع ذلك، قد يؤثر الكوليسترول على الهرمونات الأخرى في الجسم (مثل السيروتونين) التي قد تؤثر على نوم الشخص.